# Bridgeport (Washington)
Bridgeport es una ciudad ubicada en el condado de Douglas en el estado estadounidense de Washington. En el año 2000 tenía una población de 2.059 habitantes y una densidad poblacional de 764,8 personas por km².

## Geografía
Bridgeport se encuentra ubicada en las coordenadas 48°0′22″N 119°40′18″O / 48.00611, -119.67167.

## Demografía
Según la Oficina del Censo en 2000 los ingresos medios por hogar en la localidad eran de $25.531, y los ingresos medios por familia eran $26.086. Los hombres tenían unos ingresos medios de $22.333 frente a los $17.788 para las mujeres. La renta per cápita para la localidad era de $10.302. Alrededor del 33,2% de la población estaban por debajo del umbral de pobreza.